# Avesta centrum
Avesta centrum är en järnvägsstation längs Dalabanan (Mora-Uppsala). Den ligger mellan Avestas stadskärna och Koppardalen, och togs i bruk år 2006. Avestas primära järnvägsstation är Avesta Krylbo, i närliggande Krylbo.
Den 7 juni 2009 hölls en kommunal folkomröstning i Avesta kommun, angående om denna station eller stationen Avesta Krylbo skulle vara den där tågen Borlänge-Stockholm (Dalabanan) stannar. Resultatet blev att Avesta Krylbo vann. Från hösten 2009 stannar alla SJ-tåg vid Avesta Krylbo, och endast ett fåtal avgångar som körs för Tåg i Bergslagen stannar vid Avesta centrum.

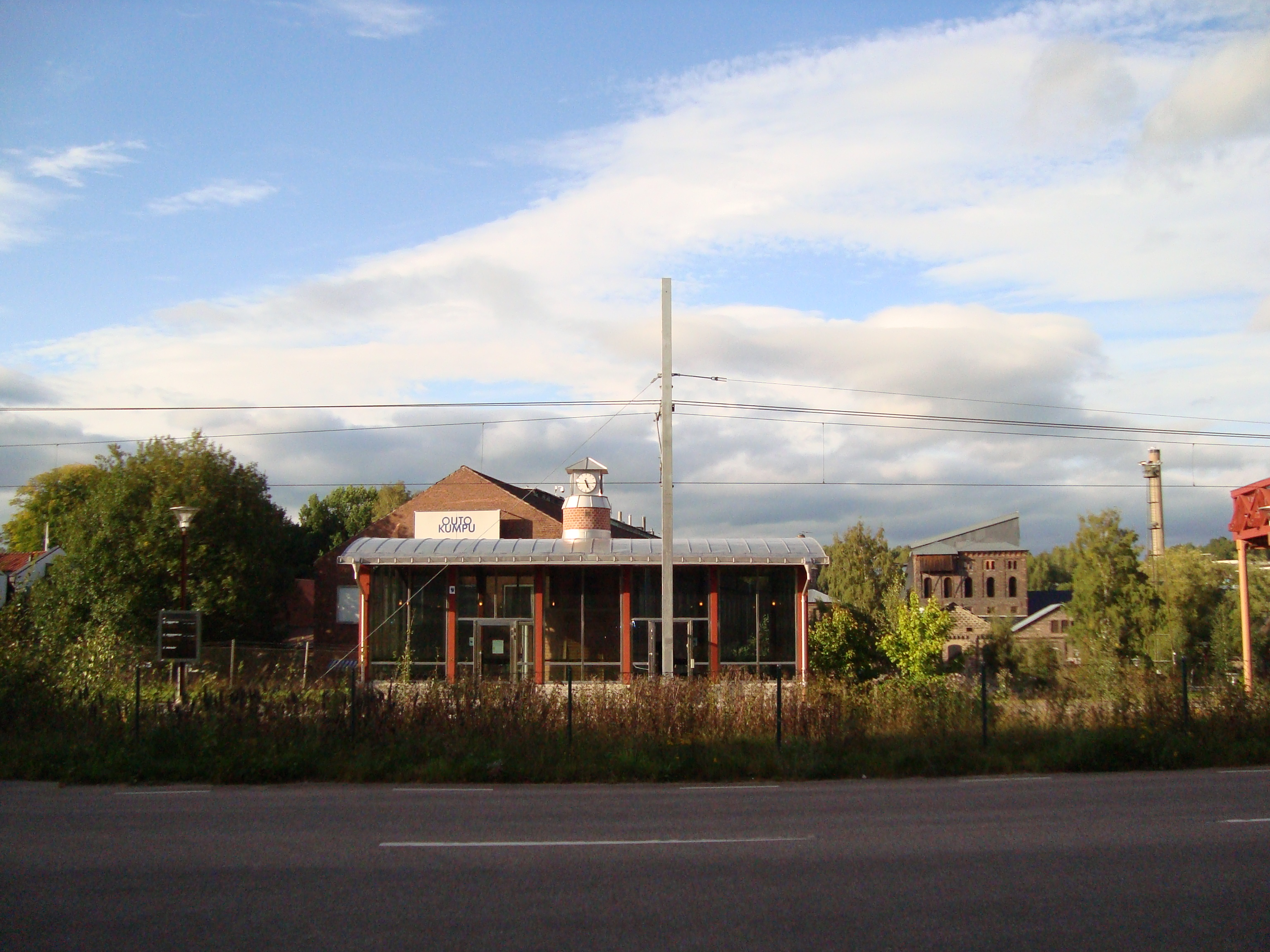
Avesta centrum
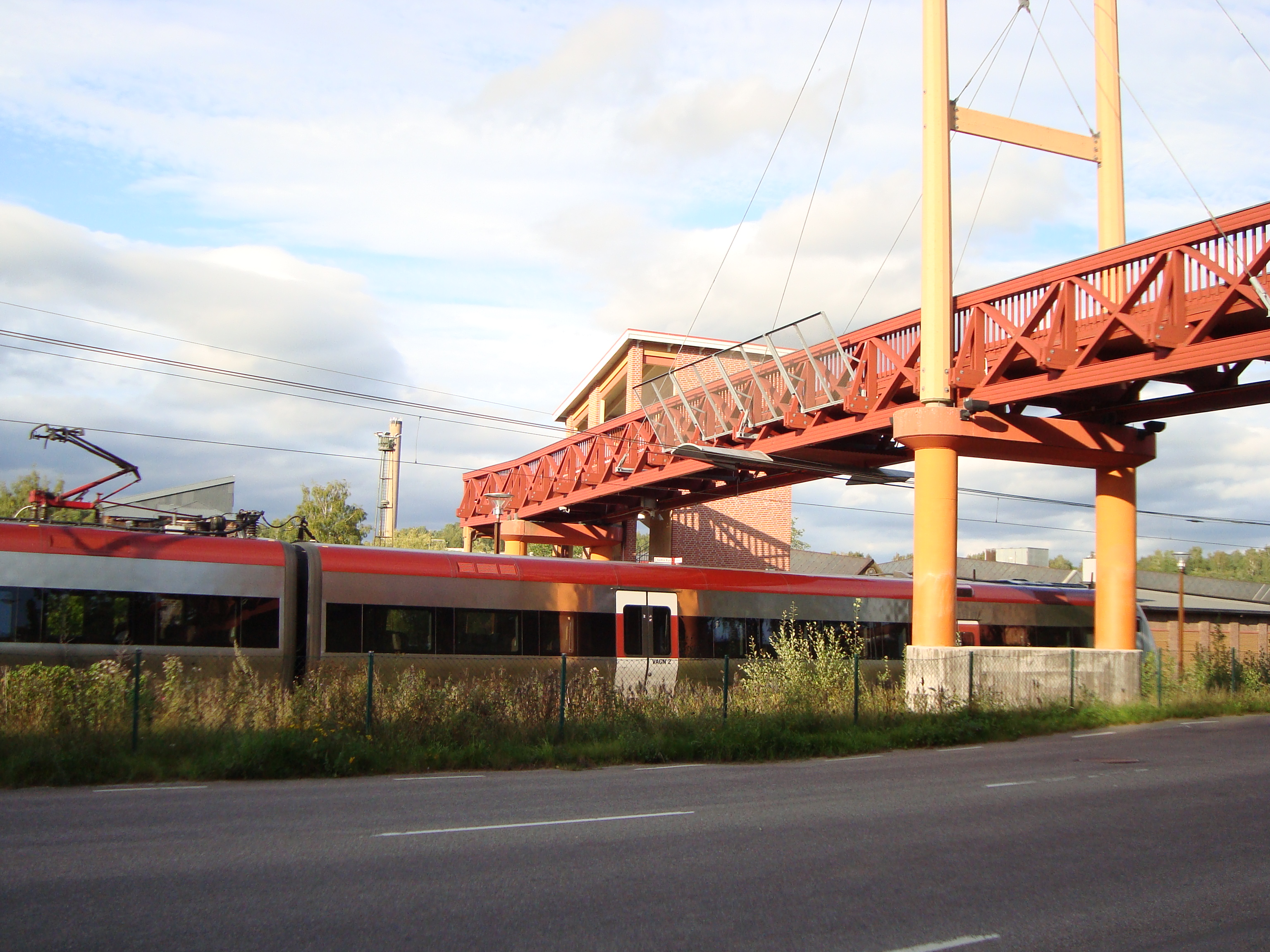
Ett Reginatåg som stannat vid perrongen. På bilden syns gångbron mellan Avestas centrum och Koppardalen